# Français Rocks
Die Français Rocks sind ein Saumriff in der Gruppe der Joinville-Inseln vor der Nordspitze der Antarktischen Halbinsel. Sie liegen vor der Nordostküste der D’Urville-Insel.
Der französische Polarforscher Jules Dumont d’Urville benannte das nordöstliche Ende der Insel im Zuge der der Dritten Französischen Antarktisexpedition (1837–1840) als Pointe des Français (französisch für Landspitze der Franzosen). Da Vermessungen des Falkland Islands Dependencies Survey zwischen 1952 und 1954 sowie die Auswertung von Luftaufnahmen der Falkland Islands and Dependencies Aerial Survey Expedition (1956–1957) ergeben hatten, dass keine ausgewiesene Landspitze am nordöstlichen Ende der D’Urville-Insel existiert, wurde d’Urvilles Benennung auf die hier beschriebenen Rifffelsen übertragen.